# Quiahuiztlán
Quiahuiztlán es una zona arqueológica y antigua ciudad totonaca en el Estado de Veracruz, México. Se ubica en 19°40' latitud Norte y 96°25' longitud Oeste en el municipio de Actopan sobre el Cerro de los Metates cerca del pueblo costero de Villa Rica.
El nombre del sitio es de origen náhuatl, se compone de "quiahuitl", lluvia y "tlan", lugar donde algo abunda; es decir Quiahuiztlán o Quiahuixtlan significa "El lugar donde abunda la lluvia". El sitio se encuentra sobre el Cerro de los Metates (referido también como Cerro Bernal), llamado así porque en él se han encontrado muchos pequeños metates enterrados, el ecosistema de la zona es sabana tropical, entre la vegetación existen cactus, arbustos y algunas plantas con propiedades medicinales como la quina (paludismo), guácima (diarrea), puan (sarampión), árnica, palo volador, palo verde, moral, chaca o palo mulato y flor de día. El Cerro de los Metates se encuentra en la llamada Faja de Totonacapan que limitada al norte por el río Nautla y al Sur por el río Actopan.
Esta zona tuvo tres funciones. Fue ciudad con cerca de 16 mil habitantes; cementerio en el que se hallaron restos de 78 tumbas dispuestas en tres cementerios principales, y fortaleza, puesto que en todas las estribaciones del cerro se pueden observar muros defensivos de diversas dimensiones, hecho que causó admiración a las primeros hispanos, por ello la mencionan en sus relaciones.

## Historia
Desde tiempos precerámicos existieron grupos humanos en Rancho Nuevo, Roca Escondida y otros lugares de la faja costera central del golfo; se sabe de su desarrollo porque se localizó cerámica similar a la de Tehuacán, considerada una de las más antiguas de México. En el Preclásico Medio esos hombres experimentaron el influjo de la cultura olmeca lo que produjo los elementos característicos del grupo totonaca. El territorio totonaca cubrió la serranía poblana y las llanuras costeras. Sus "fronteras" variaron con el tiempo de norte a sur, desde el río Cazones hasta el Papaloapan.

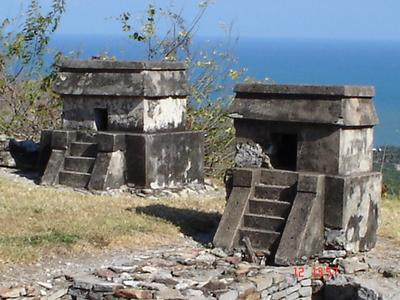
Cementerios en la zona arqueológica de Quiahuiztlán.

Los elementos culturales totonacas se enriquecieron en la época clásica (siglos I a. C.-IX d. C.) debido a la influencia de Teotihuacán; así se produjo una época de máximo esplendor llamada por los especialistas Clásico Tardío (siglos Vl - IX), en ésta florecieron El Tajín, Las Higueras, Vega del Cuajilote, entre otras, conocidas como ciudades abiertas; es decir, sin ningún carácter defensivo.
En el Epiclásico (800 a. C.-900), a causa de la presencia militarista proveniente del norte representada por grupos cazadores y recolectores, estos sitios fueron abandonados. Entonces sus habitantes se protegieron en lugares geográficamente adecuados; por ejemplo, en las profundas barrancas que se originan en la vertiente oriental de la Sierra Madre, o en lugares altos y de difícil acceso, como en el caso de Quiahuiztlán.
Los habitantes de Quiahuiztlán adecuaron parcialmente áreas del cerro Bernal mediante terrazas; éstas tuvieron función doble: sirvieron como retenes a los espacios ganados a las colinas evitando la fuga de tierra acumulada en ellas, y a la vez fueron muros defensivos que dificultaron el acceso a los invasores. Sin embargo, el éxito no fue total; en dos ocasiones fueron invadidos y sometidos por pueblos venidos del altiplano mesoamericano.
La primera invasión ocurrió en el ocaso del 800; entonces la presencia tolteca en la zona es innegable. Sus restos se encontraron en una estructura subyacente en el Cementerio Oriental y en las subestructuras de los edificios mayores del Complejo de los Cementerios. La técnica de construcción fue cuidadosa; en las fachadas se usaron piedras pequeñas bien labradas en forma de prisma rectangular a manera de bloques perfectamente adosados, que luego se cubrieron con estuco de dureza notable. 
La segunda invasión sucedió a principios de 1400 y la llevaron a cabo los aztecas. A este momento corresponde la cubierta principal de los edificios y los cementerios con mausoleos, características distintivas de esta zona.
Los especialistas señalan que a la llegada de los españoles habitaban en la zona unos 15,000 pobladores.
Los viajes de Juan de Grijalva y posteriormente el de Hernán Cortés hicieron posible que los españoles conocieran el sitio. Durante la travesía de Cortés, en la planicie cercana a la rada y los lomeríos aledaños se edificó una iglesia y un recinto fortificado, al que se denominó Villa Rica de la Vera Cruz, la cual es considerada el primer emplazamiento hispano en México. En Quiahuiztlán se concertó una alianza entre los europeos y 30 pueblos totonacas, hecho que facilitó, de manera importante, la Conquista de México.
Según datos obtenidos en la investigación arqueológica, la ciudad fue abandonada durante la conquista y luego repoblada por tribus nómadas.

## Descripción del complejo
Si bien destacan los cementerios en el lugar, por lo que se menciona a Quiahuiztlán como un "cementerio totonaca", Quiahuiztlán fue toda una ciudad y así lo indican sus vestigios arqueológicos que consisten además de cementerio en plazas, terrazas, escalinatas, muros y un juego de pelota entre otros elementos.
- Cementerio central. Subiendo unos pocos escalones desde el estacionamiento acondicionado en el lugar se llega al Cementerio Central, en este existen 2 tumbas de entierros primarios y 32 tumbas de entierros secundarios. Al oeste está el palacio con tres escalinatas y alfardas, hacia el mar está la Plaza central.

- Plaza central. En ésta destaca la Pirámide 1 cuya fachada mira al sur (hacia el Peñón), sobresale por su tamaño y decoración. La Pirámide 2 cuya fachada da al poniente (a espaldas del mar) tiene una piedra incrustada en la cúspide al estilo mexica, por lo que se le ha nombrado la pirámide de los sacrificios.

- Cementerio oriente. Ubicado al norte del complejo se forma por 23 tumbas que no miran hacia el mar sino al poniente y al sur, éste cementerio se construyó sobre una estructura cuyos cimientos persisten que data de 800.

- Coatepantli. Estructura donde se encontró un adoratorio, por su ubicación al extremo de la terraza y su visibilidad se piensa que es un punto de vigía.

- Cementerio norte. Consta dos hileras de tumbas que suman 24, una por el este y otra por el norte. Desde este lugar la vista al mar magnífica. Bajando unos 100 escalones se llega a la Plaza oriental.

- Plaza oriental. Constituía el área civil de gobierno y justicia, en ella existe una pirámide esperando ser rescatada. Sobresale un edificio dividido a la mitad mediante un pasillo estrecho, a esta construcción se le llama "Los Gemelos". Se piensa que cada uno de estas construcciones que componen a este edificio eran adoratorios de los dioses mexicas Tlaloc y Huitzilopochtli, que como se sabe durante la segunda invasión impusieron a sus dioses.

- Juego de pelota. En forma de "I" y junto a una hijea blanca está este juego de pelota con graderías a los lados.

## Información turística
El sitio está bajo cuidado del INAH, existe un camino que llega hasta el lugar, pero el acceso está restringido al horario de visitas. 
Visitas: lunes a domingo de 9:00 a 17:00.
En el lugar se encuentra personal que podrá brindarle más información del lugar y los alrededores.
Cerca del lugar, se encuentran el Pueblo Costero de Villa Rica y sus pequeños acantilados al pie del mar.

## El Cerro de los Metates

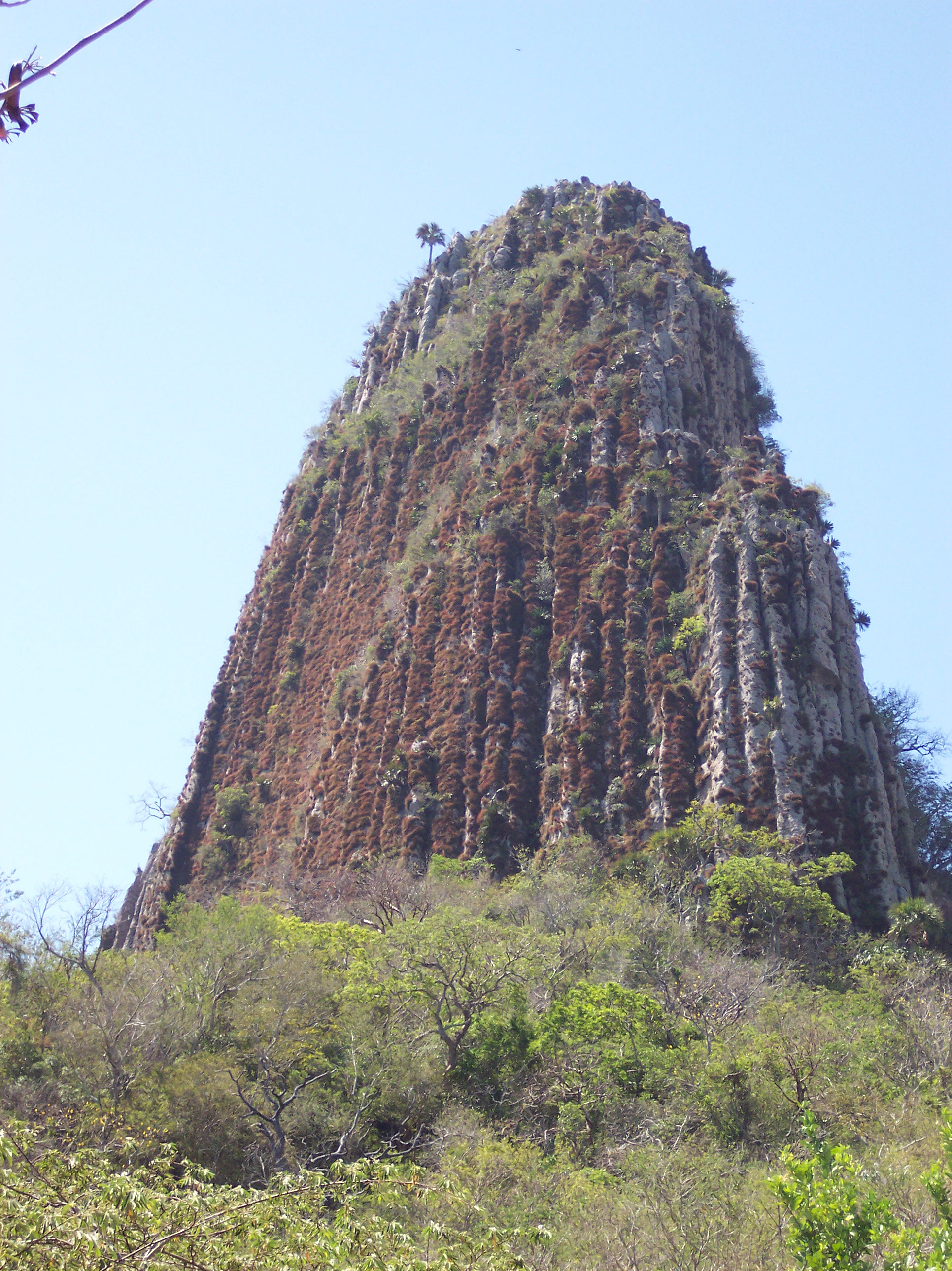
Cerro de los Metates, Veracruz, México.

Quiahuiztlán se encuentra sobre el Cerro de los Metates, llamado así porque existen muchos metates enterrados allí, durante las lluvias es conocido que el deslave descubre alguno de estos objetos, si bien esto ha ido disminuyendo a medida que más personas visitan el cerro. Este cerro es un punto estratégico en la costa Veracruzana debido al gran dominio visual y estratégico que se tiene desde él, por ello tuvo gran importancia para los totonacas.

### Escalada en roca
Este cerro de paredes pronunciadas y manchadas de matorrales y yerbas, es utilizado para la práctica de la escalada en roca. El panorama visual a medida que se gana altura es espectacular. El nivel de la escalada está entre 5.6 y 5.8 en lo general. 
La ruta principal inicia a la izquierda de la vereda que sube a la cima del cerro, poco después de superar la sección más alta de la zona arqueológica de Quiahuiztlán. Esta ruta fue reequipada en los primeros años del siglo XXI por el grupo de escalada del CEMAC Veracruz. La ruta cuenta con dos largos armados y dos reuniones. Un tercer largo que presumiblemente llega a la cumbre no está armado.